# 葉氏荊花介
葉氏荊花介（学名：Cyprideis yehi）为荊花介科荊花介屬下的一个种。